# Circolo culturale Carlo Perini
Circolo culturale Carlo Perini, ONLUS, è un  circolo culturale nato nel 1962 in una zona popolare alla periferia nord di Milano.
Nato da una iniziativa di base di cittadini dei quartieri Quarto Oggiaro-Vialba, ha sempre dedicato molta attenzione ai problemi sociali e culturali più attuali, diventando col tempo una istituzione.
Al circolo aderirono e aderiscono persone di varia esperienza e sensibilità culturale, politica, sociale, rimanendo sempre aperto al contributo di tutti e dibattendo temi sempre di attualità.

## Attività
Ha realizzato oltre 1600 manifestazioni, spazianti su tutti i temi.

Ha inoltre realizzato una cinquantina di pubblicazioni sia di base che di livello più elevato.
Lo scopo del circolo è il dialogo, non lo scontro tra le opinioni.
Fu sfortunatamente coinvolto in due episodi in cui estremisti delle opposte fazioni politiche, non videro nel circolo un luogo di dibattito e di incontro in cui eventualmente portare anche il loro contributo di idee, ma identificarono nella libertà di discussione il nemico.

## Aggressione dell'estremismo di destra, 21 giugno 1971
Negli anni agitati della contestazione la sede del circolo, in via Val Trompia, era spesso, transitoriamente, a disposizione di gruppi di contestatori.
Il 21 giugno 1971 si teneva nella circolo un dibattito antifascista promosso dal Circolo Carlo Perini. L'iniziativa non fu gradita da gruppi estremisti di destra. Dall'esterno del circolo furono lanciate all'interno biglie d'acciaio, sassi, candelotti lacrimogeni e sparati colpi d'arma da fuoco, uno dei quali ferì, fortunatamente in modo non grave, uno dei partecipanti al dibattito.    
Furono danneggiate le vetrate e le auto parcheggiate esternamente.

## Aggressione dell'estremismo di sinistra, 1º aprile 1980
Col passare degli anni Il pubblico presenziava numeroso per il livello dei dibattiti e il loro equilibrio. Tuttavia a partire dal 1975 cominciarono pressioni di segno opposto, conferenze e dibattiti furono spesso interrotti con minacce da gruppi extra-parlamentari. 
Il 1º aprile 1980 si teneva un dibattito del circolo utilizzando una sede della DC in via Mottarone, a Milano. Il discorso era tenuto dall'on. Nadir Tedeschi. Il dibattito fu interrotto da 4 brigatisti della Colonna Walter Alasia delle Brigate Rosse, che entrarono, mascherati, con le pistole in pugno. Il gruppo terrorista era guidato dalla capo colonna Pasqua Aurora Betti, subentrata a Mario Moretti arrestato, Roberto Adamoli e altri due. I brigatisti prescelsero tra gli spettatori quattro persone, il Presidente del Circolo Perini Antonio Iosa, Eros Robbiani, Emilio De Buono e Nadir Tedeschi, per essere gambizzate e spararono loro.
Non ci furono morti.

L'odissea conseguente alle ferite di uno dei gambizzati, il presidente del circolo, fu lunga e difficile, l'ultima operazione chirurgica avvenne nel 2002.